# Szent Otmár
Szent Otmár (latinul: Audomarus) (Sankt Gallen, 689 körül – Werd-sziget, 759. körül) szentté avatott bencés szerzetes, apát, a Sankt Gallen-i kolostor alapítója.

## Élete
Szent Otmár fiatalkoráról csak töredékesen maradtak fenn információk. Valószínűleg germán származású volt, a churi apátságban szentelték pappá. 612-ben Sankt Gallenben szerzetesek laza közössége jött létre, mely 719-ben Otmárt apátjául választotta. Otmár a közösséget teljes egészében újraszervezte, új szabályzattal látta el.
Hatása, tevékenysége a kor neves személyei hamar elismerték tevékenységét. Martell Károly Otmárt jelölte ki Szent Gál ereklyéinek gondozására. Kis Pippin uralkodása alatt Otmár megalapította a híres Sankt Gallen-i iskolát, amely hamarosan híressé vált a tudomány és művészet terén, valamint a kéziratok másolása és a könyvtára miatt. Számos angolszász és ír szerzetes jött ide kéziratot másolni. Nagy Károly kérésére I. Adorján pápa kiváló énekeseket küldött Rómából, akik elterjesztették a gregorián zenét. 
Emellett Otmár kórházat, illetve leprások ápolására létrehozott telepet is alapított.  
A kolostor vezetését később el kellett hagynia, mivel hamis vádakkal – többek között szexuális bűncselekményekkel – vádolták meg, s halálra (mégpedig éhhalálra) ítélték. Ítéletét később a Boden-tó kis szigetén a Werd-szigeten eltöltendő száműzetésre módosították. Ott hunyt el, s testét titokban halála után 10 évvel szállították át a Sankt Gallen-i kolostorba. A legenda szerint teste ekkor még teljesen épségben volt.  
A testét szállító hajón evező férfiak – szintén a legenda szerint – nagyon szomjasak voltak, s Szent Otmár közbenjárására a hajón lévő egyetlen kis boroshordó – bármennyit ittak belőle – nem ürült ki. Ezért lett az apáti pásztorbot mellett a boroshordó az egyik jelképe. 

## Szentté avatása
A 11. század előtt még nem volt teljes egészében a pápa hatáskörébe vonva a szentté avatás, ezért oltárra emelése 864-ben I. Salamon konstanzi püspök által történt meg.

## Fordítás
- Ez a szócikk részben vagy egészben  a   Saint Othmar című angol Wikipédia-szócikk fordításán alapul.  Az eredeti cikk szerkesztőit annak laptörténete sorolja fel. Ez a jelzés csupán a megfogalmazás eredetét és a szerzői jogokat jelzi, nem szolgál a cikkben szereplő információk forrásmegjelöléseként.